# 'Ndrina Palamara
I Palamara o Palamara-Staiti sono una 'ndrina di Africo alleata dei Bruzzaniti e dei Morabito.

## Storia

### Anni 2000
- Il 5 febbraio 2007 sono state arrestate dai carabinieri ventuno persone nella Locride riguardanti presunti affiliati alla cosca dei Palamara, Favasuli e Morabito. L'operazione è nata dall'omicidio di Antonio il 31 ottobre 2005, si pensa morto per una faida fra famiglie.
- Il 3 maggio 2007 la cosca dei Palamara assieme ai Morabito e Bruzzaniti è coinvolta nell'arresto di venti persone a Milano per traffico di cocaina, proveniente dal Sud America e passante dal Senegal. I traffici avvenivano in via Lombroso all'Ortomercato. Tra gli arrestati Antonino Palamara e Salvatore Morabito, il quale era al vertice del traffico. Nei pressi dell'Ortomercato vi era nato con proventi illeciti anche il night club "For a King".
- Il 13 febbraio 2008 durante l'operazione "Naos" (coordinata dalla DDA di Perugia unitamente alla DDA di Reggio Calabria) vengono arrestate 50 persone di cui molte legate o affiliate ai Morabito-Bruzzaniti-Palamara, per il conseguimento di appalti nel campo turistico in Calabria e in particolare a Bivongi per l'ammodernamento di centrali idroelettriche con la collaborazione di elementi della politica come Pasquale Tripodi assessore al turismo dell'Udeur, il sindaco di Staiti e il vicesindaco di Brancaleone. Inoltre trafficavano in droga con la cosca camorristica dei casalesi[1][2].
- Il 26 novembre 2008, su Repubblica viene reso noto che il noto locale romano "Cafè de Paris" è di proprietà di Damiano Villari e che è stato acquistato in parte anche dall'imprenditore perugino Stefano Todini per conto delle cosche Palamara e Alvaro[3][4].

### Anni 2010
- Il 26 settembre 2010 viene arrestato in Francia Roberto Cima affiliato ai Palamara di Ventimiglia condannato a 21 anni di carcere per l'omicidio di Aurelio Corica nel 1989. Era latitante dal 2003[5].
- L'11 gennaio 2012 viene portata a termine dai Carabinieri l'operazione "bellu lavuru 2", prosecuzione dell'indagine "bellu lavuru 1" del 2008, arrestati diversi presunti affiliati e concorrenti esterni del clan Morabito-Palamara-Bruzzaniti, dei clan Talia e Vadalà di Bova e dei Rodà e Maisano; secondo le indagini i clan avrebbero fortemente condizionato gli appalti pubblici relativi alla s.s. 106 jonica e la variante stradale di Palizzi. In particolare le 'ndrine si sarebbero occupate del ciclo del calcestruzzo e delle assunzioni, forniture di cantiere e procedure di sub-appalto e nolo. Le attività investigative hanno colpito anche funzionari e dirigenti dell'ANAS e della società Condotte d'Acqua[6].
- Il 17 luglio 2014 viene arrestato Bruno Palamara, accusato di traffico di droga internazionale tra Belgio, Germania e Paesi Bassi. I traffici partivano da Africo, Bianco e Brancaleone[7].
- Il 7 novembre 2017 si conclude l'operazione "Cumps-Banco nuovo" nei confronti dei Morabito-Palamara con ordinanze di misura cautelare per 50 persone, di cui 32 in carcere, accusate a vario titolo di associazione mafiosa, concorrenza illecita, estorsione, falso ideologico, violenza e minacce a pubblico ufficiale. Tra i colpiti i più giovani delle cosche che dimostravano il loro potere nel mondo reale tra Africo Nuovo, Brancaleone e Bruzzano Zeffirio e nei social network. Nel comune di Brancaleone sono entrati anche durante una riunione della giunta comunale per ottenere alcuni appalti pubblici[8][9].

## Esponenti
- Bruno Palamara (1963), latitante dal 2013 e arrestato nel 2014, era un narcotrafficante di livello europeo[6].